# Nephrotoma platysterna
Nephrotoma platysterna är en tvåvingeart som beskrevs av Alexander 1967. Nephrotoma platysterna ingår i släktet Nephrotoma och familjen storharkrankar. Inga underarter finns listade i Catalogue of Life.